# Jean-Louis Costes (restaurateur)
Pour les articles homonymes, voir Jean-Louis Costes et Costes.
Jean-Louis Costes est un restaurateur et homme d'affaires né en 1950 à Saint-Amans-des-Cots dans l'Aveyron. Arrivé à Paris avec son frère, Gilbert, quand ils sont tous les deux adolescents, il fonde grâce au réseau d'entraide aveyronnais, à une solidarité familiale et à un carnet d'adresses fourni, un groupe de restauration, de brasserie et d'hôtellerie de luxe : le groupe Costes. 

## Biographie

### Débuts

#### Origines
Jean-Louis Costes est un fils d'agriculteurs aveyronnais qui sont expropriés d'une partie de leurs terres par l'opérateur EDF lors de la construction du barrage sur la Selves au début des années 1960. Sa mère transforme alors sa ferme en auberge, accueille les ouvriers du barrage et prépare l'avenir de ses deux fils. Jean-Louis Costes se rend à Paris à 16 ans avec son frère aîné, Gilbert. 

#### Communauté aveyronnaise

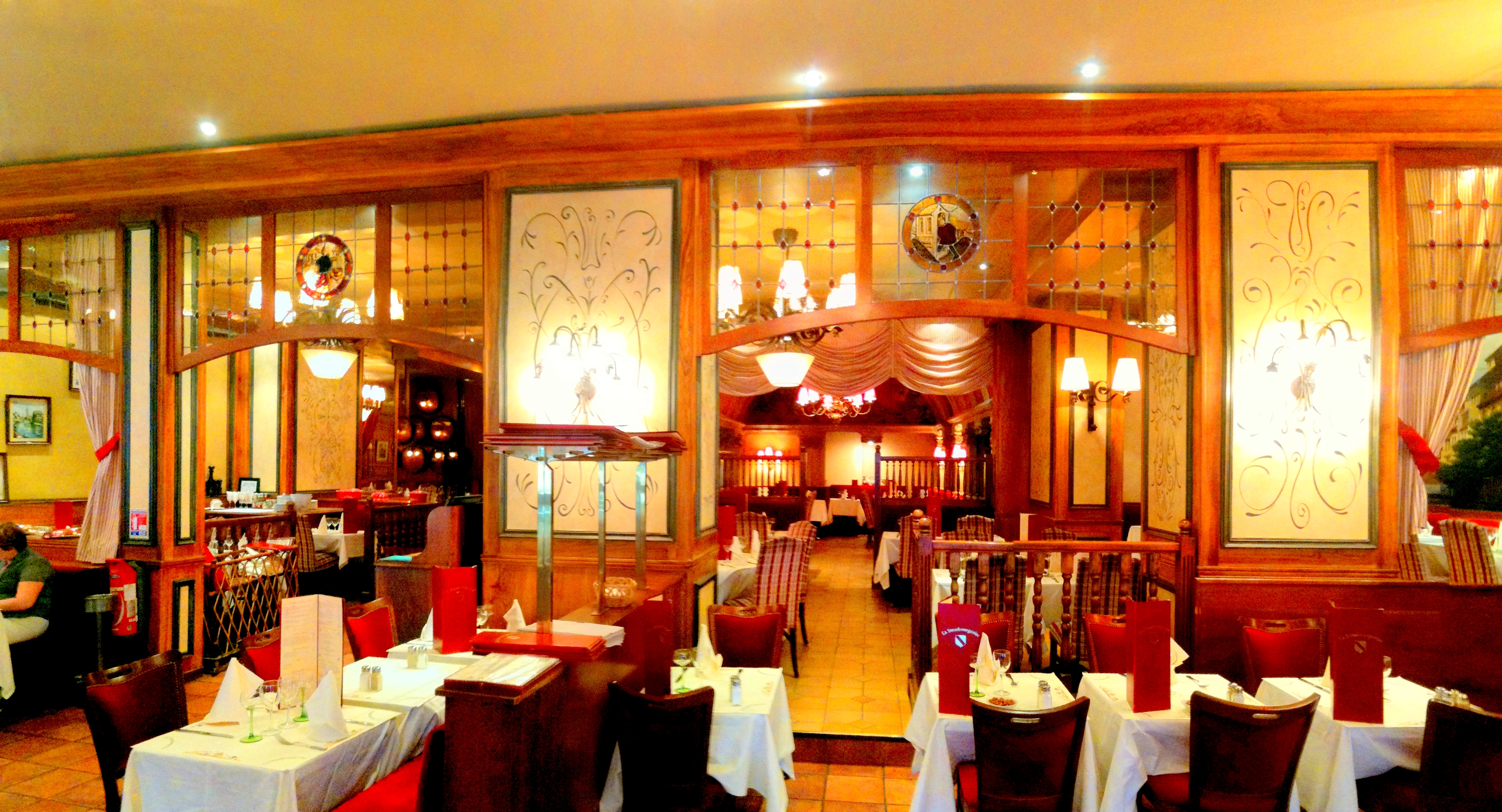
Restaurant La Strasbourgeoise

Jean-Louis Costes entre alors comme garçon de salle au restaurant La Strasbourgeoise en face de la Gare de l'Est. La communauté aveyronnaise lui apporte une aide et un soutien financier qui vont lui permettre de s'installer et de développer ses premières affaires dans la Capitale. Sa première gérance sera le Ronsard au pied de la Butte Montmartre.

### Brasseries

#### Café Costes
Au milieu des années 1970, Jean-Louis Costes « se donne 10 ans » pour acquérir l'expérience nécessaire afin de devenir gérant de restaurant[réf. nécessaire]. En 1984, il achète une brasserie parisienne, Place des Innocents dans le Quartier des Halles qu'il transforme en café branché grâce au talent du designer Philippe Starck. Le café est renommé le Café Costes. Au style Belle Époque qui prévaut dans de nombreuses brasseries parisiennes, il préfère un style épuré, avant-gardiste et moderne, en cohérence avec l'effervescence artistique et immobilière qui règne dans le 1er arrondissement de Paris au début des années 1980. Le style Starck s'exprime pleinement dans la conception de toilettes qui seront considérées comme les plus chics de Paris, par l'escalier monumental et l'immense pendule, inspirés de Métropolis, au point de faire du café Costes l'endroit le plus branché de Paris, où il faut être vu ou reconnu.
Jean-Louis Costes en fait un lieu spacieux et raffiné. Il décrit sa brasserie comme un « bâti philosophique, une remise aux normes des cafés parisiens marqués par des décennies de décoration zinc et de volutes de tabac ». Il revend son affaire en septembre 1994 à Gérard Pariente, directeur de l'enseigne de prêt à porter Naf Naf.
Jean-Louis Costes suggère à Hubert Boukobza de prendre attache avec les propriétaires des Bains Douches, Jacques Renault et Fabrice Coat qui souhaitent céder le fonds de commerce de la célèbre boîte de nuit située près du Boulevard Sébastopol.

#### Café Beaubourg

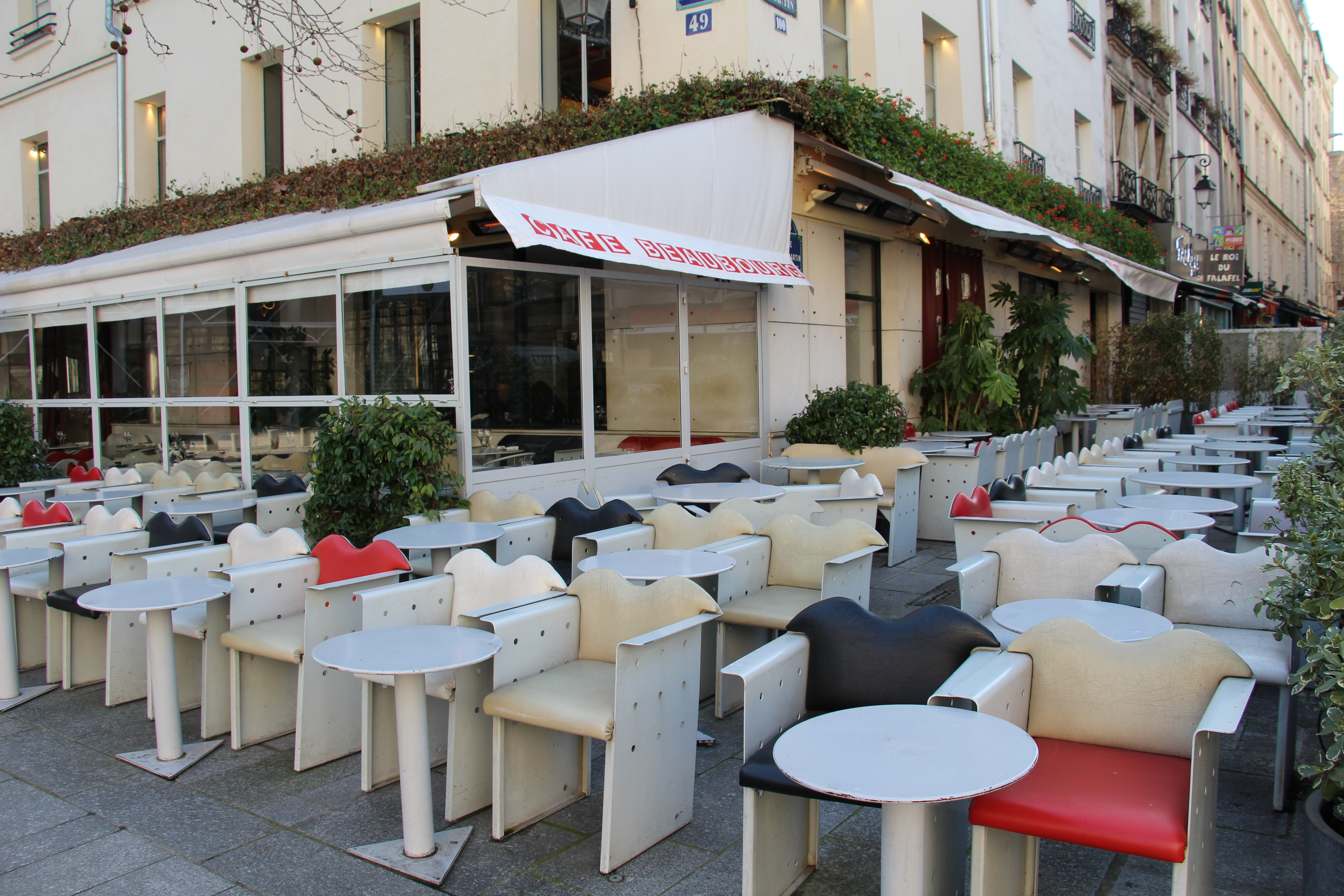
Café Beaubourg

En 1987, Jean-Louis Costes rachète avec son frère le Café Beaubourg en face du Centre Georges-Pompidou. L'architecture et le design du restaurant sont confiés à Christian de Portzamparc.  

#### Café Marly

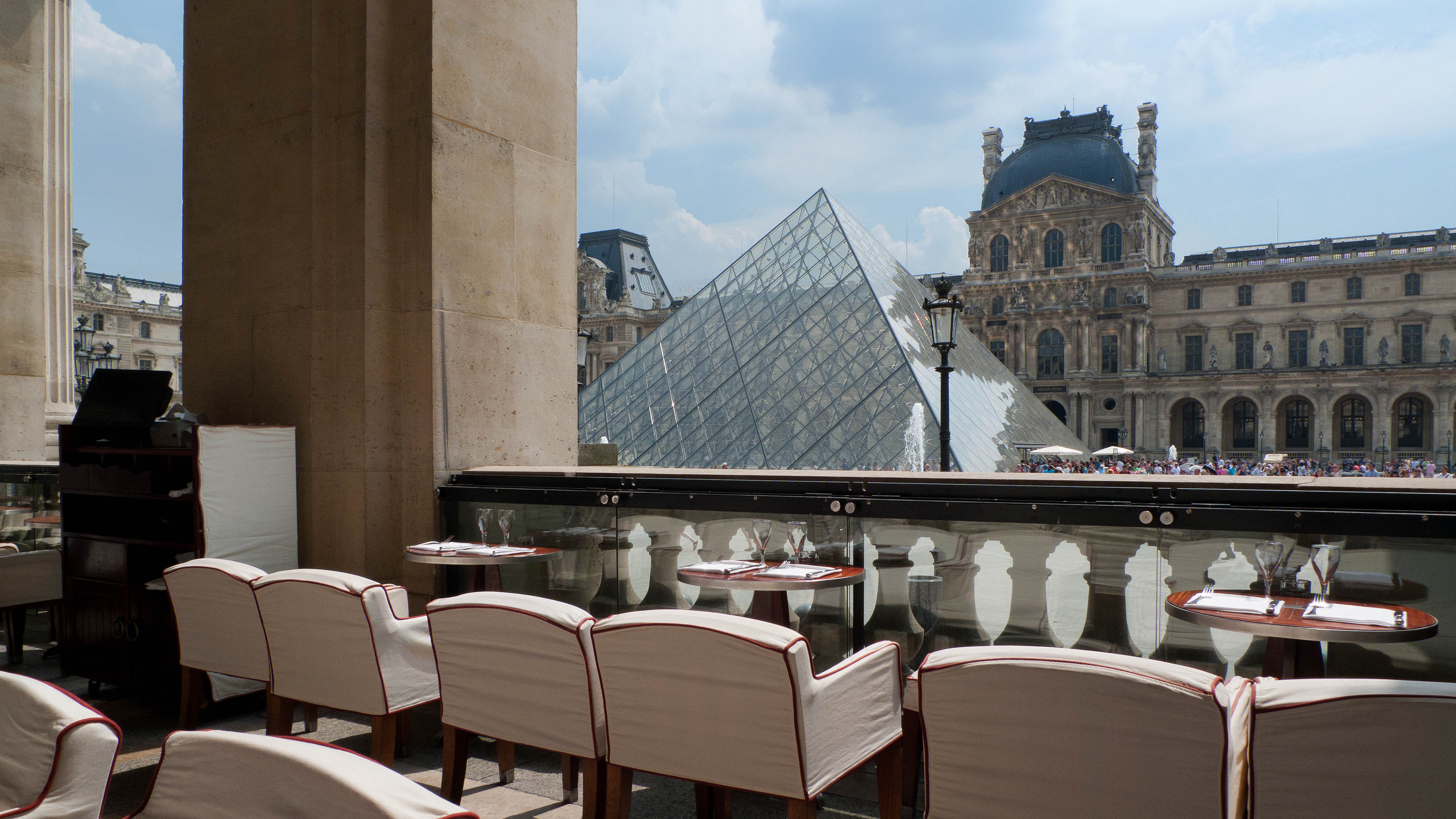
Café Marly, Paris

En 1994, il ouvre le Café Marly au 93 rue de Rivoli en face du musée du Louvre. Décoré par Jacques Garcia, le style Napoléon III combine des dorures rococo et des velours sombres qui vont remporter un vif succès auprès de la clientèle.  

#### Café Français
En 2010, Jean-Louis Costes, Gilbert Costes et Thierry Costes, le fils de Gilbert, rachètent le Café Français et le Corso dans le Quartier de la Bastille. En avril 2013, ils inaugurent les deux brasseries qu'ils ont complètement repensées en reprenant les noms respectifs de Café Français et Corso.

### Boîte de nuit

#### Les Bains

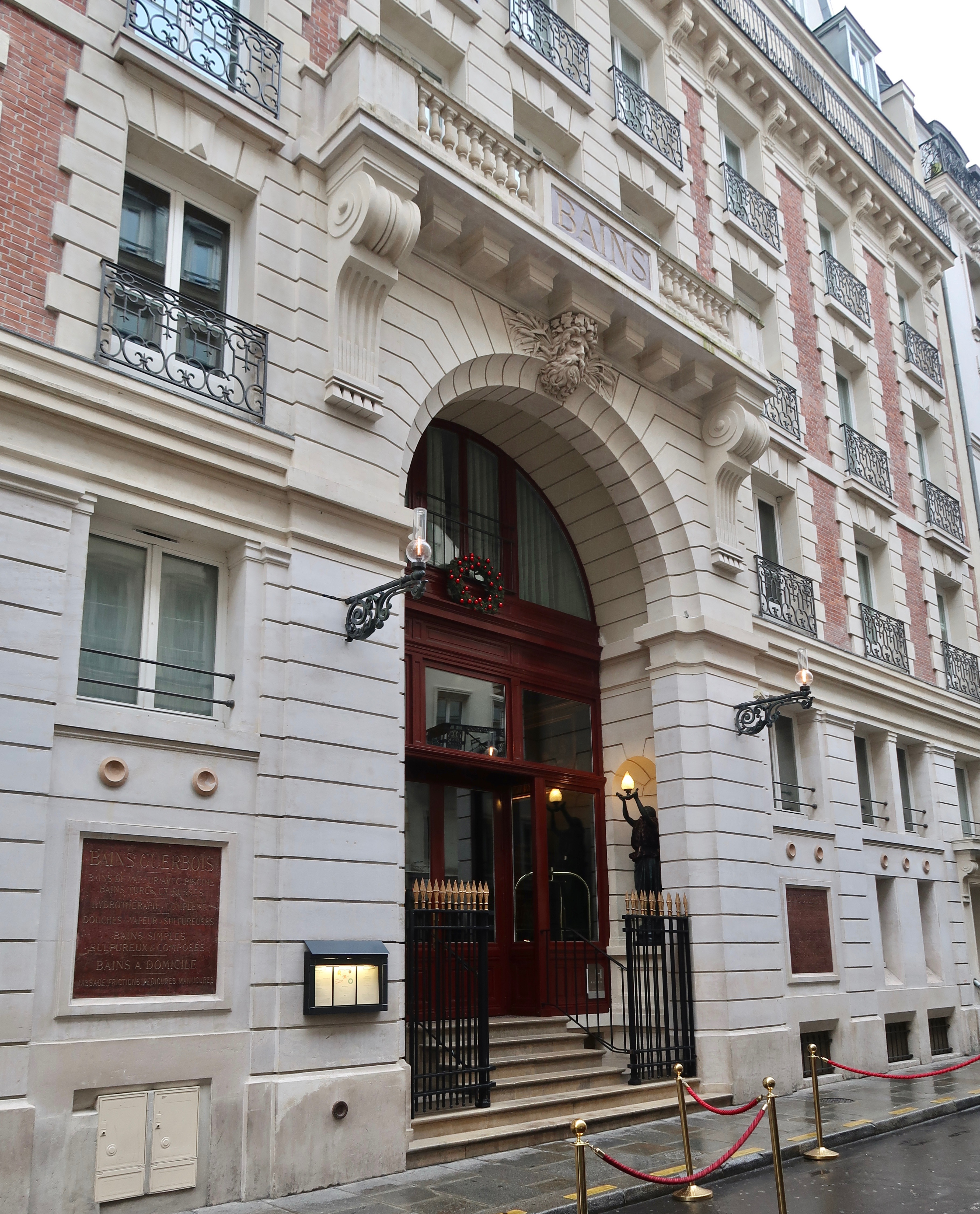
Les Bains Douches, 7 rue du Bourg-l'Abbé, 75003 Paris.

En 1991, Jean-Louis Costes et Didier Hibert achètent 60 % des Bains Douches aux côtés de Claude Challe et Hubert Boukobza qui en détiennent le solde. Ils revendront leurs actions en 1994 à Philippe Fatien et Michel Schmit en même temps que Claude Challe qui quitte la direction de la boîte de nuit du 7 rue du Bourg-l'Abbé.

### Musique

#### Série Hôtel Costes
Entre 1999 et 2007, Jean-Louis Costes va solliciter Stéphane Pompougnac pour concevoir et gérer l'animation musicale de l'Hôtel Costes. S'inspirant de la house music à la fin des années 1980, le disc jockey parisien crée une musique « électro-lounge » qui devient la signature musicale des hôtels du groupe Costes. Un coffret musical qui retrace toute la période est commercialisé le 5 novembre 2007. 

### Restaurants

#### Le Georges
En 2000, Jean-Louis Costes et son frère s'offrent « un caprice » en ouvrant un restaurant au dernier étage du Centre Georges-Pompidou qu'ils baptisent Le Georges. Ce restaurant avant-gardiste propose une cuisine inventive et offre aux convives un panorama d'exception sur les monuments de Paris.  

#### La Société
En 2009, Jean-Louis Costes achète un restaurant au cœur du Quartier Saint-Germain-des-Prés, La Société. Restaurant élégant, discret et fréquenté par un cercle d'initiés et d'habitués, La Société est une des vitrines du groupe Costes par son style décoratif, son ambiance et les mets qui y sont concoctés.    

#### Le Divellec
En octobre 2013, le célèbre restaurant parisien de fruits de mer et de crustacés, Le Divellec, est vendu par son propriétaire Jacques Le Divellec âgé de 81 ans au groupe Costes

### Hôtels

#### Hôtel Costes

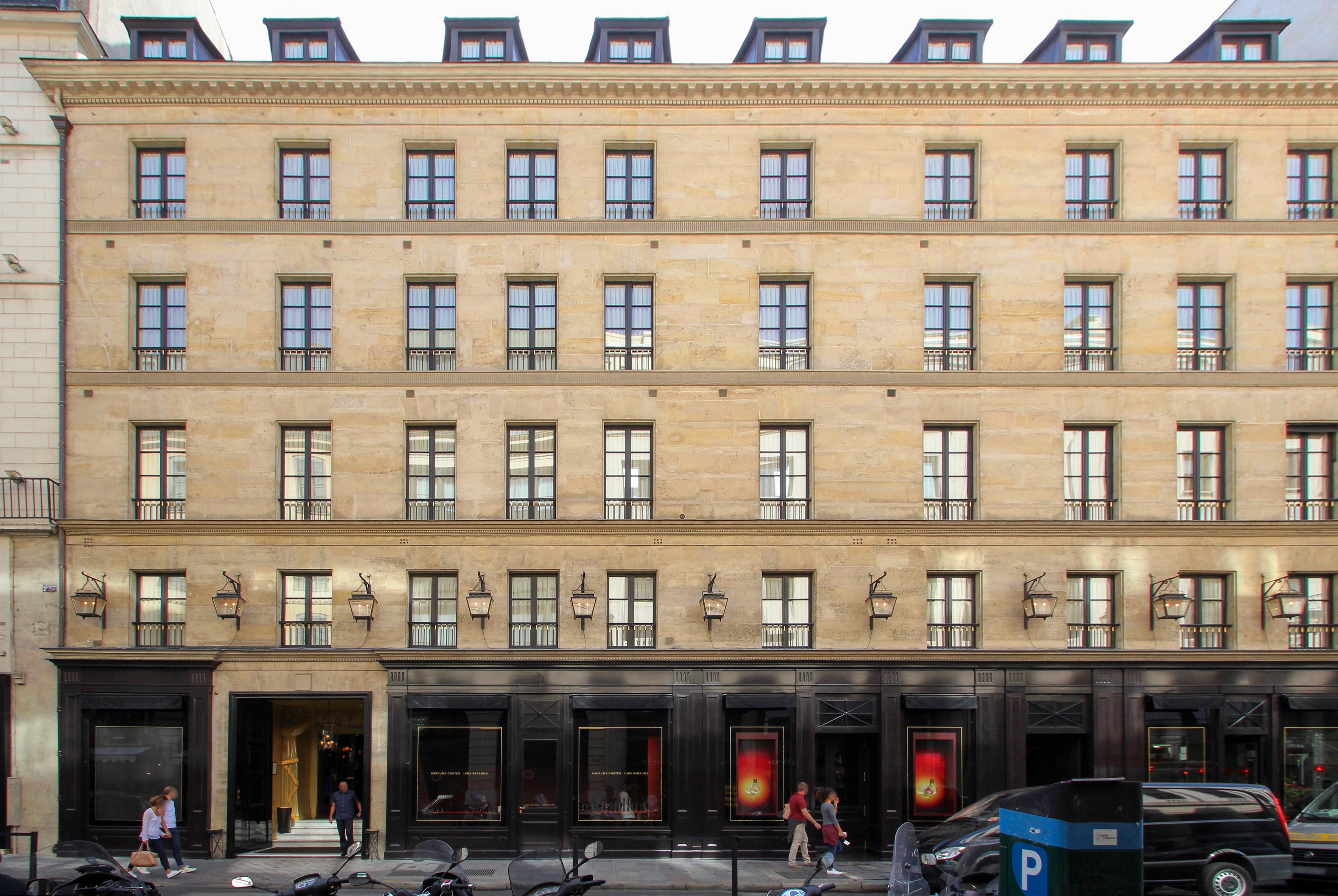
Hôtel Costes

En 1995, Jean-Louis Costes et Gilbert Costes achètent les murs d'un hôtel qui fut au XVIIIe siècle un salon littéraire très couru de la capitale. Ils fondent l'hôtel Costes, un hôtel 5 étoiles situé au 239 rue Saint-Honoré à Paris. L'établissement devient le navire amiral du groupe détenu par les deux frères. Jean-Louis Costes fait appel au décorateur Jacques Garcia qui crée une suite de salons au style Second Empire et une cour intérieure qui évoque l'Italie des XVIe et XVIIe siècles. Jean-Louis décline la marque Hôtel Costes en plusieurs lignes de produits différenciés dont une ligne de bougies parfumées avec Olivia Giacobetti,. Une ligne de maillots de bain et de lingerie est également lancée en partenariat avec un styliste. Un night-club style « oasis » est aménagé. Jean-Louis Costes recrute Stéphane Pompougnac pour l'animation musicale de la boîte de nuit. Les mix électro-lounge de Stéphane Pompougnac et la world food de l'Hôtel Costes vont contribuer à la notoriété internationale de l'établissement hôtelier. Jean-Louis Costes attire dans son palace toutes les grandes stars internationales des années 1990, Johnny Depp, Madonna, Sharon Stone, Demi Moore, Kate Moss, Karen Mulder. L'hôtel Costes constitue un lieu privilégié pour accueillir des boutiques de luxe éphémères telle la Maison Valentino en septembre 2017. 

#### K Costes
En 1997-1998, le Consortium de réalisation, structure de défaisance du Crédit lyonnais cède le K Palace situé avenue Kléber à Paris. Hubert Boukobza et Christophe Lambert s'associent pour le racheter en proposant à la banque un prix de 197 millions de francs. Jean-Louis Costes est également sur les rangs en soumettant un prix d'achat à 192 millions de francs. Pour une raison encore inexpliquée, l'acteur français se retire de la négociation. Hubert Boukobza propose un deal avec le restaurateur aveyronnais qui finance le projet à hauteur de 200 millions de francs en laissant 25 % des parts à Hubert Boukobza. Le K Palace est rebaptisé K Costes. Le K Costes est un archétype et un modèle du genre en termes de design, de décoration et d'ameublement. En 2011, Jean-Louis Costes revend son hôtel au groupe singapourien, Ascott Limited. Le groupe hôtelier asiatique le renommera Ascott Arc de Triomphe Paris. 

#### Hôtel Le Lotti
En 2011, avec la vente du K Costes, Jean-Louis Costes investit à nouveau dans l'hôtellerie de luxe en acquérant pour 120 millions d'euros, l'Hôtel Le Lotti auprès du groupe NH Hoteles. Le Lotti se situe derrière l'Hôtel Costes, au 7 rue de Castiglione. Le Lotti est situé à l'emplacement de l'ancien Couvent des Jacobins. Jean-Louis Costes fait ainsi l'acquisition d'une pépite de l'hôtellerie de luxe dont les convives sont notoirement connus depuis sa création en 1910. Des personnalités politiques comme Winston Churchill, Robert Kennedy ou Richard Nixon en passant par des artistes tels que Coco Chanel, Jean Cocteau, Hergé jusqu'aux stars internationales de la pop-music ou du cinéma, les Rolling Stones ou Paul Newman ont fréquenté le lieu. 

### Scission des activités
En 2010, Jean-Louis Costes et Gilbert Costes scindent en toute discrétion leur entreprise en deux activités. Le Groupe Costes, fondé en 1974, passe dans le giron de Jean-Louis Costes, son frère restant actionnaire et codirigeant. Le Groupe Costes se spécialise de facto dans l'hôtellerie de luxe. Le Groupe Beaumarly, créé par Gilbert Costes et son fils Thierry, se concentre quant à lui dans la restauration de luxe et la brasserie premium,. La stratégie du Groupe Beaumarly est depuis fortement orientée sur le développement à l'international.

### Franchises
Depuis 2014, Jean-Louis Costes et son frère Gilbert exportent leurs concepts de restaurants à l'étranger tels que l'Avenue à New York, le Café Marly à Abou Dabi en 2016.

### Patrimoine

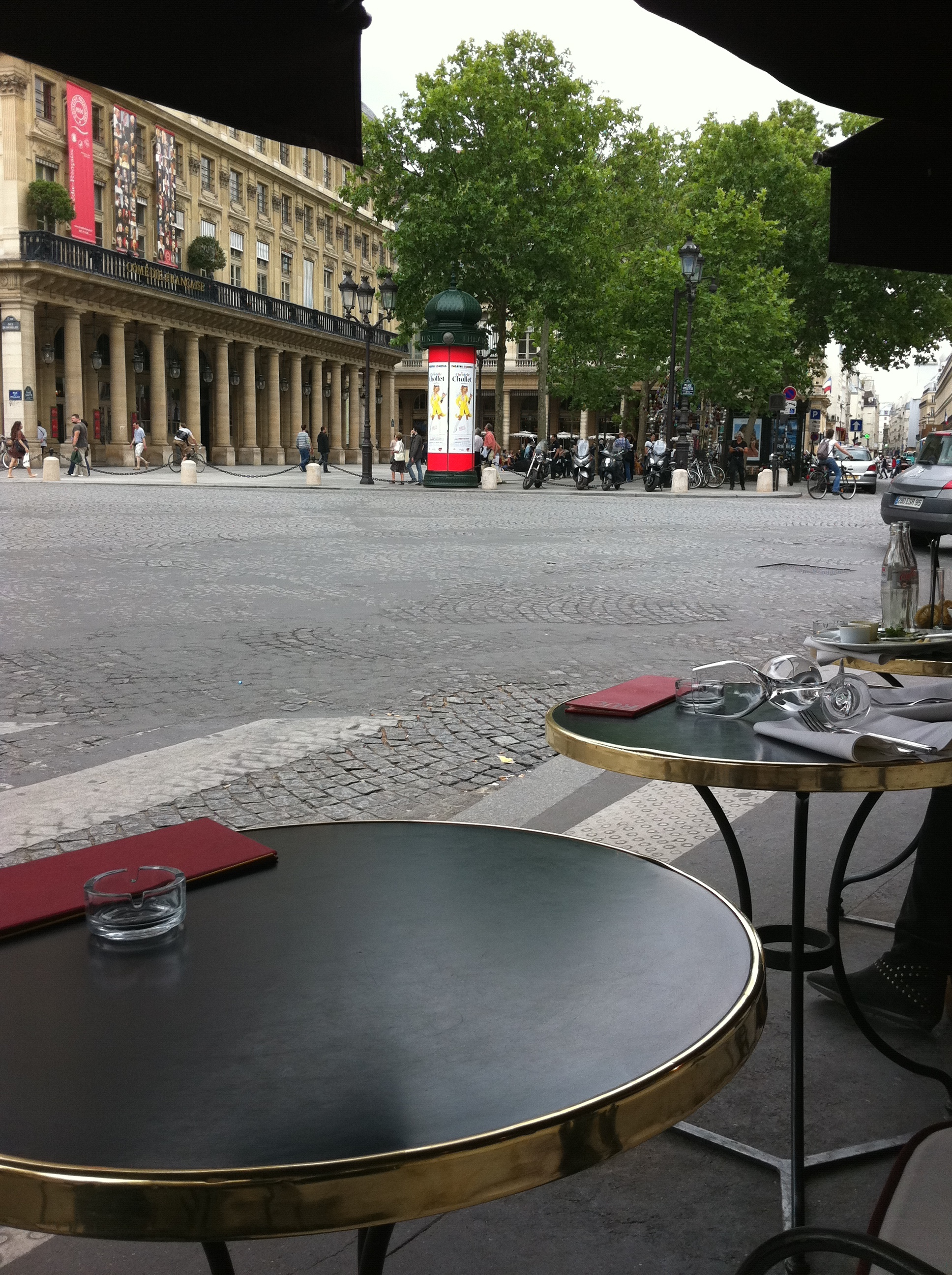
Café Ruc

En 2018, Jean-Louis Costes et Gilbert Costes possèdent directement ou en tant qu'associés plus de 40 enseignes de cafés-restaurants situés sur la ligne 1 du métro parisien. Il y a notamment, O'Resto, La Grande Armée, le Murat, le Brassac, la Plage, le Coq, le Paris, le Madrigal, Ginger, le Rival, la Villa Barclay II, l'Avenue, le Village, l'Esplanade, le Tourville, le Café du Marché, le Café Marly, le Bilboquet, le Vieux Colombier, le Café Beaubourg, l'Étienne Marcel, le Bioboa, le Sanséveria, le Café Ruc, MK2 Café, Café de la Musique, Café Baci, les Caves Saint Gilles, le Petit Marché, Plein Soleil, le Trésor, Chez Janou, l'Iguana Café, Le Sanz Sans, l'hôtel Bourg Tibourg.

### Pratiques discriminatoires
Le restaurant l'Avenue est mis en cause en 2018 pour des pratiques discriminatoires,,. 